# Janov krik
Janov krik je biografsko delo slovenske pisateljice Marinke Fritz Kunc, ki je prvič izšel leta 1985 v zbirki Vrba pri založbi Prešernova družba. Roman je bil razprodan že pred njegovo predstavitvijo in leta 2005 je doživel že četrti ponatis. Roman je uvrščen med slovenske literarne mejnike 20. stoletja. Pokojni Bojan Štih je roman hotel prenesti tudi v film, a zaradi spleta okoliščin do realizacije ni prišlo. Gre za aktualno tematiko, ki govori o težavah najstnikov in njihovih odnosih z odraslimi.
Delo je bilo v šolskem letu 2005/2006 na seznamu gradiva za vseslovensko tekmovanje učencev in dijakov za Cankarjevo priznanje.

## Vsebina
Jan je nežen, bister in občutljiv mladostnik, ki odrašča brez očeta, ob popustljivi, ljubeznivi in osamljeni materi. Že kot štirinajstletni fant se sreča s policijo, ko je hotel za stavo izmakniti nekaj športnih majic iz odklenjenega avta. Kasneje ga obtožijo, da je na silvesterski zabavi skupaj s prijateljem hotel posiliti neko dekle. Splet okoliščin pa ga še večkrat potisne na kriva pota in tako postane zaznamovan. Izključitev iz šole, vrsta obtoževanj, pripor, ki se je vlekel iz meseca v mesec in prevzgojni dom so uničila mlado človeško dušo. Le mati se nemočno trudi zaščititi njegovo razbito mladost oziroma tisto, kar je še ostalo od nje. A namesto sočutja in ustrezne pomoči fantu, ki potrebuje pogovor in nekaj, kar bi odprlo njegovo srce, doživlja ponižanja in klofute ob ukrepu družbenega vzgojnega nadzora. Njihova obravnava je zgolj šablonska in nihče ne uvidi, da je Jan le prestrašen otrok, ki s svojim vedenjem kliče na pomoč. Strokovni delavci in brezosebni birokratski sistem dajejo mami vedeti, da je njena vzgoja odpovedala in da je padla na življenjskem izpitu. Tudi mati, tako kot Jan, potrebuje le nežen in varen objem. Človeka, ki bi jo stisnil k sebi in jo pobožal po razboleli duši. A toplina, ki dela čudeže, se je izgubila za akademskimi naslovi ljudi, ki imajo moč, da krojijo usodo otrok, ki so zašli. 

## Zbirka
Delo je izšlo v dveh zbirkah: Zbirka Vrba, Zbirka M knjiga.

## Izdaje
- Prešernova družba, 1985 (COBISS)
- Prešernova družba, 1987 (COBISS)
- DZS, 1997 (COBISS)
- Partner graf, 2003 (COBISS)
- DZS, 2005 (COBISS)

- 
- 